# كابي بوبا سال
كابي بوبا سال (بالإسبانية: Jesús Capitán) (26 مارس 1977 إسبانيا - ) هو لاعب كرة قدم إسباني، يلعب كلاعب وسط.

## مسيرته الكروية
لعب كابي بوبا سال خلال مسيرته الاحترافية مع 4 أندية في ثمانية عشر موسمًا وسجل خلالها 33 هدفًا ضمن 488 مباراة. حيث فاز في موسم واحد بالكأس ولم يفز بأي دوري.
خاض كابي بوبا سال مسيرته مع ريال بيتيس بي في موسم 1995–96 في المرة الأولى ولمدة موسمين ثم في موسم 1997–98 ولمدة موسمين، مشاركًا طوالها في 127 مباراة سجل خلالها 7 أهداف. ثم انتقل إلى نادي ريال بيتيس في موسم 1996–97 في المرة الأولى لمدة موسم واحد ثم في موسم 2000–01 ليلعب معه عشرة مواسم، حيث شارك طوالها في 269 مباراة سجل خلالها 19 هدفًا. لينتقل بعدها إلى نادي غرناطة في موسم 1999–00 لمدة موسم واحد، مشاركًا في 33 مباراة سجل خلالها 4 أهداف. ثم انتقل إلى نادي خيريث في موسم 2010–11 ولمدة موسمين، مشاركًا في 59 مباراة سجل خلالها 3 أهداف.

## روابط خارجية
- كابي بوبا سال على موقع قاعدة بيانات كرة القدم.إي يو (الإنجليزية)
- كابي بوبا سال على موقع ناشيونال فوتبول تيمز (الإنجليزية)
- كابي بوبا سال على موقع Soccerway.com (الإنجليزية)
- كابي بوبا سال على موقع عالم كرة القدم.نت (الإنجليزية)